# Bruce Mather (Komponist)
James Bruce Mather (* 9. Mai 1939 in Toronto, Ontario) ist ein kanadischer Komponist.

## Leben und Wirken
Mather studierte von 1952 bis 1957 am Royal Conservatory of Music und dann bis 1959 an der University of Toronto bei Alberto Guerrero, Earle Moss und Alexander Uninski Klavier und bei Godfrey Ridout, Oskar Morawetz und John Weinzweig Musiktheorie und Komposition. Mit einem Stipendium des Canada Council studierte er bis 1961 am Conservatoire de Paris bei Darius Milhaud Komposition, bei Simone Plé-Caussade Kontrapunkt, bei Olivier Messiaen Analyse und bei Lazare Lévy Klavier. Während der Darmstädter Ferienkurse 1961 kam er in Kontakt mit Pierre Boulez.
Nach einem Kompositionsstudium an der Stanford University bei Leland Smith und Roy Harris bis 1964 kehrte er nach Kanada zurück, wo er zunächst an der Brodie School of Music and Modern Dance und der University of Toronto und von 1966 bis 2001 an der McGill University unterrichtete. Hier leitete er von 1986 bis 1996 ein auf zeitgenössische Musik spezialisiertes Kammerensemble. 1975–1976 und 1978–1979 unterrichtete er als Gastprofessor am Conservatoire de Paris. Zu seinen Schülern zählten John Burke, Paul Crawford, Jacques Desjardins, Anthony Genge, Richard Hunt, Denis Lorrain, John Oliver, François Rose, Donald Steven und Alexander Tilley.
Mather begann in früher Kindheit zu komponieren und erhielt bereits 1949 einen Preis der Composers, Authors and Publishers Association of Canada (CAPAC). Viele seiner Werke, zuerst sein während des Studiums in Paris entstandener Cycle Rilke (1960), wurden vom französischen Rundfunk gesendet. 1965 wurde die Symphonic Ode, 1969 Madrigal II und 1971 die Sonata für zwei Klaviere beim International Rostrum of Composers aufgeführt. Unter dem Einfluss seines Freundes Ivan Wyschnegradsky entstanden ab 1974 mikrotonale Kompositionen wie Sassicaia, Poème du délire, Señorio de Sarria und Tempranillo.
1979 gewann er mit Musique pour Champigny erstmals den Jules Léger Prize, der ihm 1993 erneut für das Werk Yquem verliehen wurde. 2000 zeichnete ihn die Émile Nelligan Foundation für sein Lebenswerk mit dem Serge Garant Prize aus.
Als Pianist spielte Fox solistisch oder im Duo mit seiner Frau Pierrette LePage einige Uraufführungen von zeitgenössischen Kompositionen.

## Werke
- Two Songs for Bass-Baritone and Orchestra, 1956
- Concerto für Klavier, Bläserquintett und Streichquartett, 1958
- Elegy for Saxophone and Strings, 1959
- The White Goddess, Kantate, 1960–62
- Étude für Klarinette, 1962
- Orphée (nach Paul Valéry) für Sopran, Klavier und Schlagzeug, 1963
- Symphonic Ode (Catromjep) für Orchester, 1964
- Fantasy für Klavier, 1964
- La lune mince ... für gemischten Chor, 1965
- Orchestra Piece, 1967
- Madrigal II (von Hector de Saint-Denys Garneau) für Sopran, Alt, Flöte, Harfe und Streichtrio, 1968
- Music for Vancouver für Sinfonieorchester, 1969
- Sonata für zwei Klaviere, 1970
- Musique pour Rouen für Streichorchester, 1971
- Madrigal III (von Saint-Denys Garneau) für Alt, Harfe, Marimba, und Klavier, 1971
- Madrigal IV (von Saint-Denys Garneau) für Sopran, Flöte, Klavier und Tonband, 1972
- Madrigal V für Sopran, Alt und Kammerorchester, 1973
- In Memoriam Alexandre Uninsky für Klavier, 1974
- Au Château de Pompairain für Mezzosopran und Orchester, 1975
- Eine kleine Bläsermusik, 1975
- Musique pour Champigny für Sopran, Mezzosopran, Alt, Klarinette, Horn, Harfe, Klavier und Marimba, 1976
- Barolo für Cello und Tonband, 1977
- Clos de Vougeot für vier Perkussionisten, 1977
- Régime onze, Type A für zwei Klaviere, 1978
- Ausone für Flote (2 Harfen und zwei Gitarren), 1979
- Coulée de Serrant für Harfe und Klavier, 1980
- Musigny für Orchester, 1980
- Sassicaia für Cello und Klavier, 1981
- Les Grandes fontaines für Sopran und Klavier, 1981
- Gattinara für Viola und Marimba, 1982
- Six Études für Orgel, 1982
- Poème du délire für drei Klaviere, 1982
- Elegy für Flöte, Cello, Klavier und Schlagzeug, 1983
- Barbaresco für Streichtrio, 1984
- Clos d’Audignac für Marimba und drei Perkussionisten, 1984
- Señorio de Sarria für zwei Gitarren, 1984
- Un cri qui durerait la mer für Mezzosopran und Klavier, 1985
- Vouvray für Oboe und Harfe, 1986
- Viola Duet für zwei Violen, 1987
- Scherzo für Orchester, 1987
- Dialogue für Viola, Cello und Kontrabass, 1988
- Two Stanford Songs für gemischten Chor, 1988
- Travaux de nuit für Bariton und Kammerorchester, 1989
- Vega Sicilia für Gitarre, 1989
- Aux victimes de la guerre de Vendée, 1990
- Saumur für Cembalo, 1990
- La princesse blanche, Oper, 1994 (UA)
- Advanced Harmony für Orchester, 1995
- D’après un cri für Klavier, 1996
- Hommage à Carrillo für Sechzehntelton-Klavier, 1996
- Tempranillo für Gitarre, 1997
- Trio for violin, cello and piano, 2003
- Ardennes für Orgel, 2003

## Weblink
- Bruce Mather. In: The Living Composers Project. 3. Januar 2017 (englisch).